# Екатерининский сельсовет (Красноярский край)
Екатерининский сельсовет - сельское поселение в Идринском районе Красноярского края.
Административный центр - село Екатериновка.

## Население
| 2010 | 2012 | 2013 | 2014 | 2015 | 2016 | 2017 |
| ---- | ---- | ---- | ---- | ---- | ---- | ---- |
| 591  | ↘574 | ↘554 | ↘535 | ↘521 | ↘472 | ↗475 |

## Состав сельского поселения
В состав сельского поселения входят 2 населённых пункта:
| № | Населённый пункт | Тип населённого пункта       | Население |
| - | ---------------- | ---------------------------- | --------- |
| 1 | Екатериновка     | село, административный центр | 429       |
| 2 | Мензот           | деревня                      | 162       |

## Местное самоуправление
Екатерининский сельский Совет депутатов
Дата избрания: 14.03.2010. Срок полномочий: 5 лет. Количество депутатов: 7
Глава муниципального образования
- Кузнецов Иван Григорьевич. Дата избрания: 14.03.2010. Срок полномочий: 5 лет